# Bocian (nazwisko)
Bocian (forma żeńska: Bocian/Bocianowa; liczba mnoga: Bocianowie) – nazwisko polskie.

## Osoby noszące nazwisko Bocian
- Bartłomiej Bocian (ur. w 1976) – polski kickbokser
- Bernard Bocian (ur. w 1974) – polski kolarz szosowy
- Elżbieta Bocian-Wagner (ur. 1931) – polska lekkoatletka
- Elżbieta Skowrońska-Bocian (ur. w 1948) – polska prawniczka i profesor nauk prawnych
- Jacek Bocian (ur. w 1976) – polski lekkoatleta
- Josyf Bocian (ur. w 1879) – ukraiński teolog, biskup greckokatolicki
- Łukasz Bocian (ur. w 1988) – polski piłkarz
- Marcin Bocian (ur. w 1987) – polski snowboardzista i windsurfer
- Marianna Bocian (ur. w 1942) – poetka polska
- Natalia Bocian (ur. w 1987) – zawodniczka uprawiająca fitness sportowy
- Paweł Bocian (ur. w 1973) – polski piłkarz
- Ryszard Bocian (ur. w 1939) – polski prawnik, nauczyciel, wykładowca